# Bailongqiao
Bailongqiao (kinesiska: 白龙桥) är en köping i Kina. Den ligger i provinsen Zhejiang, i den östra delen av landet, omkring 140 kilometer sydväst om provinshuvudstaden Hangzhou. Antalet invånare är 63 570. Befolkningen består av 30 920 kvinnor och 32 650 män. Barn under 15 år utgör 12,0 %, vuxna 15-64 år 76 %, och äldre över 65 år 10,0 %.
Runt Bailongqiao är det ganska tätbefolkat, med 144 invånare per kvadratkilometer. Närmaste större samhälle är Jinhua, 9,9 km öster om Bailongqiao. Trakten runt Bailongqiao består till största delen av jordbruksmark.
Genomsnittlig årsnederbörd är 2 196 millimeter. Den regnigaste månaden är juni, med i genomsnitt 436 mm nederbörd, och den torraste är januari, med 75 mm nederbörd.